# Erdei Árpád
Erdei Árpád (Békés, 1939. január 15. – 2021. április 11.) magyar jogtudós, egyetemi tanár. Kutatási területe a büntetőeljárás-jog, azon belül a jogterület komparatív (összehasonlító) vizsgálata, a szakértők részvétele a büntetőeljárásban és a bizonyításelmélet. 1997 és 1998 között az Országos Választási Bizottság elnökhelyettese, 1998 és 2007 között az Alkotmánybíróság tagja, 2003 és 2007 között helyettes elnöke.

## Életpályája
1957-ben érettségizett, majd felvették az ELTE Állam- és Jogtudományi Karára, ahol 1962-ben szerzett jogi doktorátust. Diplomájának megszerzése után az Országos Kriminalisztikai Intézet segédmunkatársa, majd később munkatársa lett, első publikációit is itt adta ki, amelyek elsősorban a büntetőeljárás szakértői bizonyítás témájával voltak kapcsolatosak. 
1970-ben Király Tibor, az ELTE büntetőeljárás-jogi tanszékének akkori vezetője hívta az egyetemre oktatni, adjunktusként kezdett el dolgozni. 1985-től egyetemi docensként dolgozott, ugyanekkor megbízták a tanszék vezetésével is. Utóbbi tisztségét 1987-ig viselte, majd 1990-ben ismét megbízták tanszékvezetőnek. 1994-ben habilitált, majd megkapta egyetemi tanári kinevezését. A tanszéket 1998-ig vezette. 
2002-ben a Károli Gáspár Református Egyetemen lett párhuzamosan egyetemi tanár. 2009-ben professor emeritusi címet kapott. 1974-ben és 1990-ben vendégtanár volt az Amerikai Egyesült Államokban.
1985-ben védte meg az állam-és jogtudományok kandidátusi értekezését. Egyetemi állásai mellett a Magyar Jogász Egylet tagja, tevékenységét 1993 és 1995 között főtitkáraként, majd 2002-ig elnökségi tagként segítette. 1994 és 1996 között az Országos Fordító és Fordításhitelesítő Rt. igazgatótanácsának tagja volt. 1994-ben az Országos Választási Bizottság tagjává választották, majd 1997 és 1998 között a testület elnökhelyetteseként is dolgozott.
1998-ban az Országgyűlés az Alkotmánybíróság tagjává, majd 2003-ban a tagok a testület alelnökévé választották. Előadó bíró volt többek között a szervezett bűnözés elleni törvények, a lőfegyver-használat vagy több kábítószerrel kapcsolatos törvény alkotmányossági vizsgálata. Kilencéves mandátumának lejárta után (2007) távozott a testülettől. 2007-ben megkapta a Magyar Köztársasági Érdemrend középkeresztje a csillaggal kitüntetést.
Kutatási területe az összehasonlító büntetőeljárás-jog, a szakértők a büntetőeljárásban és a bizonyításelmélet. 87 tudományos közlemény szerzője.

## Főbb művei
- Erdei Árpád–Kratochwill Ferenc: Büntető eljárásjogi határozat- és iratmintatár; Tankönyvkiadó, Bp., 1973
- Tény és jog a szakvéleményben. A szakértői bizonyításról a büntetőeljárásban; Közgazdasági és Jogi, Bp., 1987

- Tanok és tévtanok a büntető eljárásjog tudományában; ELTE Eötvös, Bp., 2011 (ELTE jogi kari tudomány)